# Valerij Porkujan
Valerij Semenovyč Porkujan (in ucraino Валерій Семенович Поркуян?, in russo Валерий Семёнович Поркуян?, Valerij Semënovič Porkujan; Kropyvnyc'kyj, 4 ottobre 1944) è un ex calciatore e allenatore di calcio sovietico, di ruolo attaccante.

## Carriera

### Club
Esordì in prima squadra con la Dinamo Kirovograd nel 1962, in seconda serie; retrocesso con il club, che cambiò nome in Zvevda Kirovograd, in terza serie. Nel 1965 fece il salto in massima serie passando al Čornomorec'.
L'anno seguente arriva alla Dinamo Kiev con cui realizzò immediatamente un double a cui contribuì con i suoi sette gol in campionato e uno in coppa; in seguito vinse con la Dinamo altri due campionati sovietici consecutivi. Nel 1970 tornò al Čornomorec', retrocedendo in seconda serie. Tornò in massima serie nel 1972, giocando con il Dnepr, squadra con cui chiuse la propria carriera.

### Nazionale
Nonostante non avesse disputato alcun incontro con la nazionale, fu convocato per il Campionato mondiale di calcio 1966. Fece il suo debutto contro il Cile, nel terzo incontro della fase a gironi del mondiale, oramai ininfluente ai fini della classifica (l'Unione Sovietica aveva già vinto il girone): si mise in luce con una doppietta. Schierato titolare anche nei quarti di finale, fu decisivo il suo gol contro l'Ungheria per il passaggio in semifinale mentre con la Germania Ovest segnò il gol della bandiera. Fu quindi capocannoniere per la sua nazionale al mondiale e terzo assoluto nella classifica marcatori.
Dopo aver disputato altre tre amichevoli nel corso del 1966, tornò nel giro della nazionale solo nel 1970, in vista del Campionato mondiale di calcio 1970, per il quale fu convocato, ma non scese mai in campo.

## Allenatore
Smessi i panni del calciatori si trovò subito a dirigere il Tavrija Sinferopoli. In seguito è stato a lungo collaboratore del Čornomorec', di cui diresse a lungo sia la prima squadra che la formazione riserve.
Ha, inoltre, allenato per dieci anni il Blaho. 

## Statistiche

### Cronologia presenze e reti in nazionale
| Cronologia completa delle presenze e delle reti in nazionale ― Unione Sovietica | Cronologia completa delle presenze e delle reti in nazionale ― Unione Sovietica | Cronologia completa delle presenze e delle reti in nazionale ― Unione Sovietica | Cronologia completa delle presenze e delle reti in nazionale ― Unione Sovietica | Cronologia completa delle presenze e delle reti in nazionale ― Unione Sovietica | Cronologia completa delle presenze e delle reti in nazionale ― Unione Sovietica | Cronologia completa delle presenze e delle reti in nazionale ― Unione Sovietica | Cronologia completa delle presenze e delle reti in nazionale ― Unione Sovietica |
| Data                                                                            | Città                                                                           | In casa                                                                         | Risultato                                                                       | Ospiti                                                                          | Competizione                                                                    | Reti                                                                            | Note                                                                            |
| ------------------------------------------------------------------------------- | ------------------------------------------------------------------------------- | ------------------------------------------------------------------------------- | ------------------------------------------------------------------------------- | ------------------------------------------------------------------------------- | ------------------------------------------------------------------------------- | ------------------------------------------------------------------------------- | ------------------------------------------------------------------------------- |
| 20-7-1966                                                                       | Sunderland                                                                      | Cile                                                                            | 1 – 2                                                                           | Unione Sovietica                                                                | Mondiali 1966                                                                   | 2                                                                               |                                                                                 |
| 23-7-1966                                                                       | Sunderland                                                                      | Ungheria                                                                        | 1 – 2                                                                           | Unione Sovietica                                                                | Mondiali 1966                                                                   | 1                                                                               |                                                                                 |
| 25-7-1966                                                                       | Liverpool                                                                       | Germania Ovest                                                                  | 2 – 1                                                                           | Unione Sovietica                                                                | Mondiali 1966                                                                   | 1                                                                               |                                                                                 |
| 16-10-1966                                                                      | Mosca                                                                           | Unione Sovietica                                                                | 0 – 2                                                                           | Turchia                                                                         | Amichevole                                                                      | -                                                                               |                                                                                 |
| 23-10-1966                                                                      | Mosca                                                                           | Unione Sovietica                                                                | 2 – 2                                                                           | Germania Est                                                                    | Amichevole                                                                      | -                                                                               | 46’                                                                             |
| 1-11-1966                                                                       | Milano                                                                          | Italia                                                                          | 1 – 0                                                                           | Unione Sovietica                                                                | Amichevole                                                                      | -                                                                               | 73’                                                                             |
| 5-5-1970                                                                        | Sofia                                                                           | Bulgaria                                                                        | 3 – 3                                                                           | Unione Sovietica                                                                | Amichevole                                                                      | -                                                                               | 70’                                                                             |
| 6-5-1970                                                                        | Sofia                                                                           | Bulgaria                                                                        | 0 – 0                                                                           | Unione Sovietica                                                                | Amichevole                                                                      | -                                                                               | 60’                                                                             |
| Totale                                                                          |                                                                                 | Presenze                                                                        | 8                                                                               |                                                                                 | Reti                                                                            | 4                                                                               |                                                                                 |

## Palmarès

### Club
- Campionato sovietico: 3

Dinamo Kiev: 1966, 1967, 1968
- Coppa dell'URSS: 1

Dinamo Kiev: 1965-1966